# Salvador Garmendia
Salvador Garmendia (Barquisimeto, Venezuela, 11 de junho de 1928 - Caracas, 13 de maio de 2001) foi um escritor venezuelano, autor de novelas e contos, além de roteiros para cinema, televisão e rádio.
Recebeu vários prêmios, entre os quais destaca-se o Premio Nacional de Literatura (1972) e o Premio Juan Rulfo (1989).
Suas obras mais conhecidas são:
- Los pequeños seres (1958)
- Los escondites (1972, Premio Nacional de Literatura)
- Memorias de Altagracia (1973)

## Ligações exteriores
- Obras na BitBlioteca
- Edmundo Aray, "Salve, Salve, Salvador!"